# Gournay, Indre

Gournay este o comună în departamentul Indre, Franța. În 1 ianuarie 2022 avea o populație de 280 de locuitori.